# Scotts Shipbuilding and Engineering Company

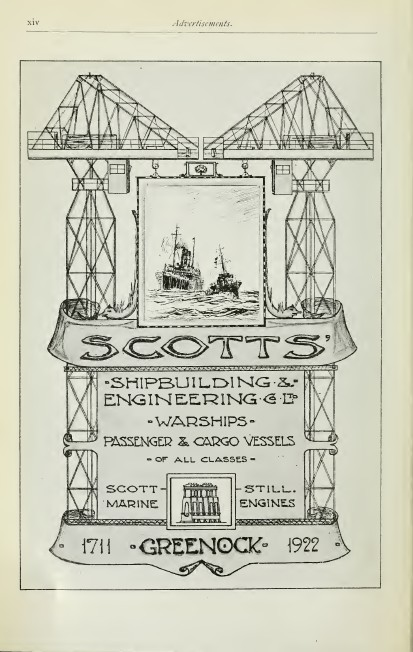
Рекламна листівка компанії Скоттс Шіпбілдінг енд Індженірінг Кампані з рекламою продукції. 1922

Скоттс Шіпбілдінг енд Індженірінг Кампані (англ. Scotts Shipbuilding and Engineering Company) — британська суднобудівна компанія, яка проіснувала майже 3 століття і розташовувалася у Грінокі в Шотландії. За 282 роки існування компанії було спущено на воду більше за 1 250 військових кораблів.

## Відео
- Scotts Shipbuilding & Engineering Greenock [Архівовано 2 липня 2014 у Wayback Machine.]